# شسوهنيا
شسوهنيا (بالبلغارية: Шушня)‏ قرية تقع إدارياً ضمن مقاطعة غابروفو في بلغاريا. ويبلغ عدد سكانها 1 نسمة حسب تعداد 15 مارس 2015. تعتمد شسوهنيا للبريد على الرمز البريدي 5380.